# Gallissas
Die Gallissas Theaterverlag und Mediaagentur GmbH ist ein Theaterverlag aus Berlin und zählt zu den bedeutenden Agenturen für Theaterstücke und Musicals im deutschsprachigen Raum.

## Geschichte
Gallissas wurde 2005 von Bettina Migge-Volkmer, die zuvor Prokuristin bei Felix Bloch Erben war, und Fred Olav Johannessen, Direktor des Dänischen Bühnenverlags Nordiska ApS, gegründet. Bis 2009 war Gallissas auch Künstleragentur für Regisseure, Bühnenbildner und Schauspieler. Seit 2013 ist der Sitz des Verlags das ehemalige Tagesspiegel-Gebäude in der Potsdamer Str. in Berlin, zuvor befand er sich in der Wielandstraße in Berlin-Charlottenburg. Mit dem Umzug in die Potsdamer Str. wurde das Atelier Weyers, welches zuvor in Hamburg angesiedelt war, Teil des Verlags und Christoph Weyers wurde Miteigentümer von Gallissas. Seit der Eheschließung im Jahr 2015 führen Bettina und Christoph Weyers den Verlag gemeinsam mit Fred Olav Johannessen.

## Katalog
Gallissas vertritt über 130 Musicals und 250 Theaterstücke in Deutschland, Österreich und der Schweiz, darunter das gesamte Werk von Maury Yeston und Eric Woolfson. Außerdem befinden sich im Katalog die bekannten Musicals My Fair Lady, Spamalot, The Addams Family, The Last Ship, Wie im Himmel, BIG FISH, ON YOUR FEET, HEIDI, SCROOGE - Eine Weihnachtsgeschichte und viele mehr.
Gallissas hat sich neben dem Internationalen Lizenzgeschäft auf die Neuentwicklung von Stoffen spezialisiert. So sind in den letzten Jahren Werke entstanden wie Oliver Twist, Battleship Potemkin, Romy - das Musical, Timm Thaler, Tell, Santa Maria, Kohlhiesels Töchter, Weihnachtsengel küsst man nicht, HEIDI, Scrooge uva. Gallissas vertritt exklusiv den Katalog der New Yorker Agentur Theatrical Rights Worldwide im gesamten Deutschsprachigen Gebiet einschließlich Benelux.

## Stückentwicklung
Gallissas entwickelte neue Musicals unter anderem mit folgenden Autoren und Komponisten:
- Augustin mit Liedern von Wolfgang Ambros, Manfred Tauchen, Joesi Prokopetz, Buch und Text: Christoph Weyers und Thomas Kahry
- Spatz und Engel mit Liedern von Edith Piaf und Marlene Dietrich, Buch und Text: Daniel Große Boymann und Thomas Kahry
- Santa Maria mit Liedern von Roland Kaiser, Buch und Text: Norbert Hamerschmidt
- Tell – Das Musical nach Friedrich Schiller, Buch: Hans-Dieter Schreeb, Text: Wolfgang Adenberg, Musik: Marc Schubring
- Nijinsky von Jürg Burth (nach dem Leben von Vaslav Nijinsky)
- Timm Thaler – Das Musical von Xavier Naidoo (Liedtext), Michael Herberger (Musik) und Markus Heitz (Buch und Text)
- Kohlhiesels Töchter nach Hanns Kräly von Hans Dieter Schreeb (Buch), Michael Chadim (Liedtexte), Komposition Shay Cohen

## Dienstleistungen für Produzenten
Neben dem klassischen Lizenzgeschäft mit Theaterstücken und Musicals bietet das Unternehmen weitere Dienstleistungen für Produzenten wie Casting, Zusammenstellung von Kreativteams und Entwicklung von Ausstattung und Marketing der Produktionen. Im Kreativbereich arbeitet Gallissas mit dem Bühnenbildner Christoph Weyers, der sein Atelier in den Verlagsräumen betreibt.

## Eigentümer
Eigentümer von Gallissas waren zur Gründung des Unternehmens zu je 50 % Bettina Migge-Volkmer und die norwegische Investmentgesellschaft Folin AS, welche teilweise Fred Olav Johannessen gehört und auch Beteiligungen an weiteren Theaterverlagen hält. Seit 2014 ist der Bühnenbildner Christoph Weyers Miteigentümer des Verlags und Creative Director des Unternehmens.